# Cerco de Béxar
O Cerco de Béxar (ou Bejar) foi uma campanha no início da Revolução do Texas em que voluntários do exército texano derrotaram as forças mexicanas de San Antonio de Béxar (dias atuais San Antonio, Texas, Estados Unidos). Os texanos tornaram-se desiludidos com o governo mexicano, com a posse de presidente Antonio López de Santa Anna, que tornou-se cada vez mais ditatorial. No início de outubro, os colonos se reuniram em Gonzales para parar as tropas mexicanas de recuperação de um pequeno canhão. O conflito resultante, conhecida como a Batalha de Gonzales, lançaram a Revolução do Texas. Os homens continuaram a reunir-se em Gonzales e logo estabeleceram o Exército Texiano. Apesar da falta de treinamento militar, e um bem respeitado líder local, Stephen Fuller Austin foi eleito comandante.
Antonio López havia enviado seu meio-irmão, o general Martín Perfecto de Cos, de Béxar com reforços. Em 13 de outubro, Austin conduziu suas forças para Béxar para enfrentar as tropas mexicanas. Os texanos iniciaram um cerco à cidade.

## Antecedentes

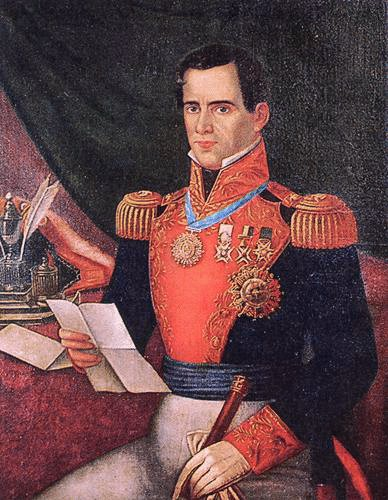
General Antonio López de Santa Anna

Em 1835, os federalistas em vários estados mexicanos se revoltaram contra o reinado cada vez mais centralista do presidente mexicano Antonio López de Santa Anna. Os texianos encenaram uma pequena revolta contra os direitos aduaneiros, em junho, e colonos desalojados logo começaram a formar milícias, aparentemente para se proteger. Como os protestos espalhados por todo o Texas, as autoridades mexicanas cada vez culparam os colonos dos Estados Unidos para o descontentamento. Como o historiador Alwyn Barr observou, muitos dos novos colonos tinham que viver inteiramente dentro colônias Anglo e tinham feito alguns ajustes para as tradições espanholas do México.
Em setembro de 1835 o coronel Domingo de Ugartechea, o comandante militar em San Antonio de Béxar (dias atuais San Antonio, Texas, Estados Unidos), enviou uma força de 100 soldados sob comando de Francisco de Castañeda, para recuperar um pequeno canhão que tinha sido dado aos cidadãos de Gonzales. O pedido irritou os texianos, que imediatamente enviaram mensageiros para outras comunidades Anglo para pedir ajuda. Durante vários dias, os texianos estavam parados e os reforços começaram a chegar. Em 2 de outubro, os texianos atacaram a força mexicana, sob as ordens para evitar derramamento de sangue, Castañeda e seus homens se retiraram. Esta Batalha de Gonzales é considerada a abertura oficial da Revolução do Texas. Encorajado, um pequeno grupo de texianos depois foi para Goliad, onde, na Batalha de Goliad, conseguiram condução fora da força mexicana pequena guarnição em Presidio La Bahía.
Temendo que eram necessárias medidas fortes para conter a revolta, Antonio López ordenou ao General Martín Perfecto de Cos para liderar uma grande força no Texas. Quando Cos chegou a San Antonio em 9 de outubro havia 647 soldados prontos para o dever. Quando Goliad caiu para os texianos, Cos perdeu a linha de comunicação para o litoral. Convencidos de que os texianos logo atacam San Antonio, que ele escolheu para tomar uma posição defensiva, em vez de lançar um ataque contra o exército texano.

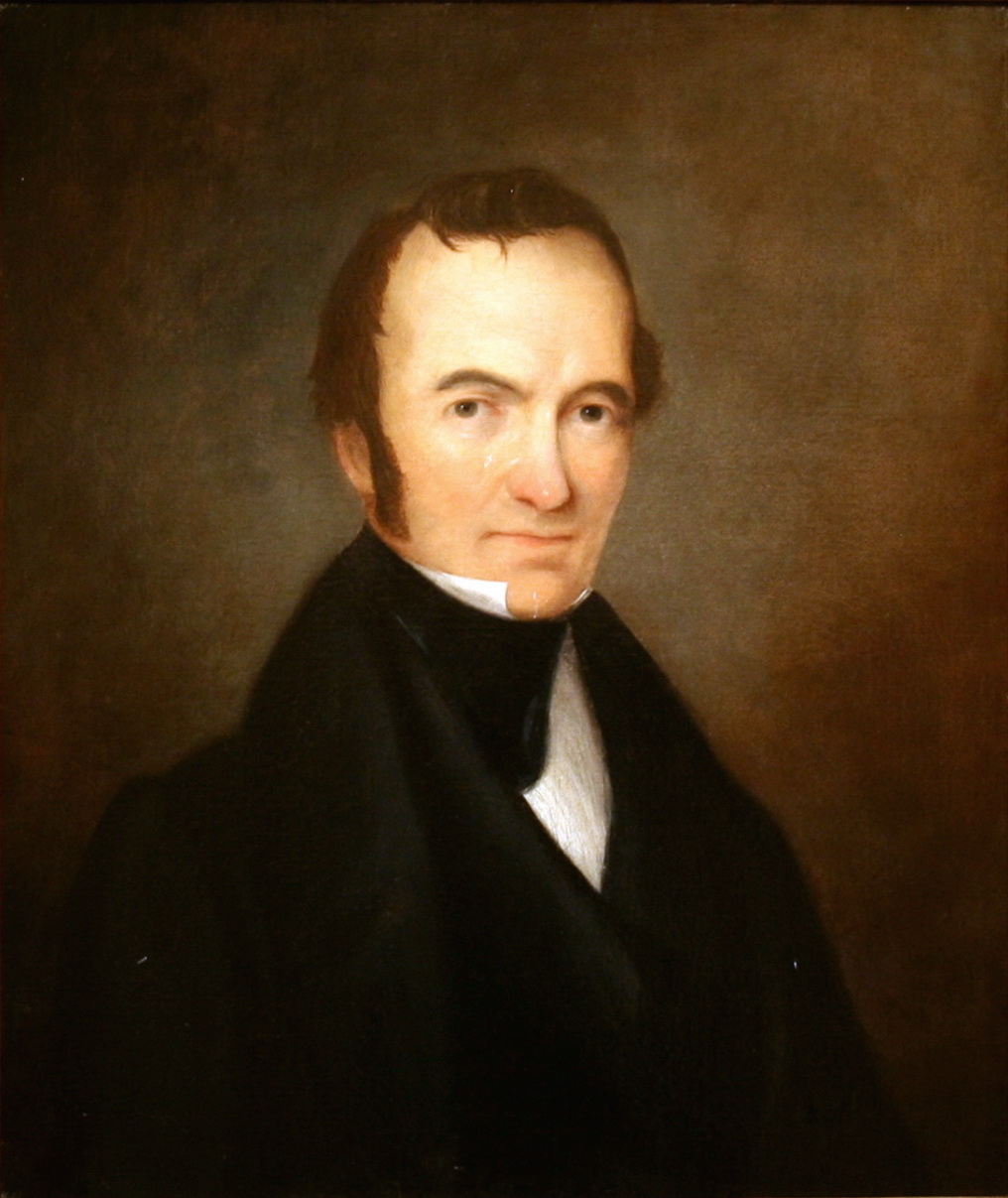
Stephen Fuller Austin foi eleito para liderar o novo Exército Texiano.

Dois dias depois da vitória texana em Gonzales, respeitado líder texano Stephen Fuller Austin relatou ao Comitê de San Felipe de Segurança Pública que "A guerra é de opinião pública—declarada proclamou-o contra um despotismo militar—a campanha começou". A carta conclui: "Um espírito e um propósito anima as pessoas desta parte do país, e que está a tomar Béxar, e expulsar os militares do Texas. ... Um esforço conjunto de todos do Texas logo iria libertar a nossa terra dos déspotas militares." Os colonos continuaram a reunir-se em Gonzales, e em 11 de outubro que elegeu, por unanimidade Austin, o primeiro empresário permissão para resolver Anglos no estado, como seu comandante-em-chefe. Apesar de Austin não tinha treinamento militar oficial, ele era muito respeitado no Texas por seu bom senso, e ele levou várias excursões contra atacando tribos indígenas.
A primeira ordem de Austin foi a de que os homens devem estar preparados para marchar às 9 horas da manhã do dia seguinte. Para o resto do dia, os homens praticavam tiro e recuo nas linhas. Austin emitiu uma série de ordens, incluindo a restrição de homens disparando indiscriminadamente suas armas e instruindo-os a manter suas armas em bom estado de conservação em todos os momentos. Ele também sentiu a necessidade de, nas suas palavras "lembrar cada soldado cidadão que o patriotismo, firmeza e vontade, mas pouco adiantou, sem disciplina e obediência estrita. O primeiro dever de um soldado é a obediência". A ordem mais tarde ensinou que "Toda conduta desregrada e barulhento conversa clamoroso é especialmente proibido". Austin também organizou eleições para oficiais regimentais. John H. Moore, que liderou os texanos na Batalha de Gonzales, foi eleito o coronel. Edward Burleson, um ex-oficial da milícia de Missouri e Tennessee, foi nomeado o tenente-coronel, e Brazoria comerciante Alexander Somervell foi eleito Major.
Em 12 de outubro, o exército texiano numeradas com cerca de 300 homens, atraídos principalmente de colônias de Austin e a colônia DeWitt. Cerca da metade dos homens tinha entrado no Texas na década de 1820, os outros eram chegadas mais recentes que viveram na área inferior a 5 anos. Vários tinham experiência oficial da milícia enquanto viveram nos Estados Unidos, e outros se juntaram a sociedades do Texas para combater os ataques indígenas. Quase todos os homens eram hábeis com armas de fogo, como a caça era a principal fonte de alimento. Os homens atravessaram o rio Guadalupe naquela manhã e fezeram uma pausa para esperar mais reforços de Nacogdoches.
Em 13 de outubro, Austin levou o Exército texiano em direção a San Antonio de Béxar, local da última grande guarnição de soldados mexicanos no Texas. Os homens continuaram se bandear para o Exército texiano, que até 19 de outubro numerada 453 homens com dois canhões de seis libras. Alguns dos texanos não tinham armas, aqueles que o fizeram tiveram pouca pólvora ou munição. À medida que o exército marchou, Benjamin Milam formaram uma sociedade montada improvisada para explorar adiante. Em 15 de outubro uma das partes de escotismo brevemente escaramuças com dez homens de patrulha cavalaria mexicana; Não houve feridos e os soldados mexicanos logo se retiraram para Béxar.
Os texianos chegaram a Cibolo Creek, a vários quilômetros a leste de Béxar, em 16 de outubro. Austin solicitou uma reunião com Cos, mas Cos se recusou a se encontrar com um homem e disse que estava comandando uma força ilegal. Um conselho texiano de guerra decidiu permanecer no lugar e esperar por reforços. No dia seguinte, eles reverteram a decisão, e Austin moveu seu exército para Salado Creek, 8,0 km de Béxar. Ao longo dos próximos dias, reforços e suprimentos chegaram de várias colônias que falavam Inglês. Uma das novas sociedades, comandadas por James C. Neill, trouxe dois novos canhões de seis libras com eles. Os reforços trazidos a força oficial texiano de 453 homens, embora apenas cerca de 384 deles estavam disponíveis para o dever. Em 24 de outubro, Austin escreveu o Comitê de Segurança Pública em San Felipe que ele tinha "iniciado o investimento de San Antonio", e que, com reforços adicionais, ele acreditava que a cidade poderia ser tomada em questão de dias.
Enquanto isso, Cos trabalhava para fortalecer as tropas em San Antonio e as muralhas de Alamo, uma missão que se tornou forte, perto da cidade. Até 26 de outubro de homens de Cos haviam montado 11 canhões—5 nas praças da cidade e 6 nas muralhas de Alamo. Um canhão de dezoito libras, com muito maior alcance do que o outro da artilharia mexicana, foi posicionado no interior da capela de Alamo. Soldados mexicanos adicionais chegaram em Béxar, e em 24 de outubro a guarnição mexicana atingiu seu maior número, 751 homens. Embora os soldados mexicanos tentaram restringir o acesso a cidade, Jim Bowie foi capaz de deixar a sua casa e se juntar os texianos. Bowie era conhecido em todo o Texas por suas proezas de combate; histórias de suas façanhas no estilo de luta Sandbar Fight e sua busca pelos perdidos na mina San Saba foram amplamente divulgados. Juan Seguín, um funcionário do governo, em San Antonio, chegou com 37 Tejanos na manhã de 22 de outubro, e mais tarde naquele dia um adicional de 76 homens entrou para o Exército texiano de Victoria, Goliad, e as fazendas do sul de Béxar. De acordo com Barr, a presença dos Tejanos ajudou a "borrar a essência do conflito étnico", evidenciando que a resposta texana não era simplesmente um exagero por imigrantes norte-americanos.

## Cerco

### Investimento
Mesmo com os homens adicionais, Austin percebeu que seu exército não era grande o suficiente para prevalecer em um ataque completo em Béxar. Os texanos, assim, preparados para um cerco, procurando uma posição que era, nas palavras do historiador Stephen L. Hardin, "perto Béxar, ainda defensável contra uma surtida, em posição de bloquear comunicações inimigos que chegam diariamente". Em 22 de outubro, Austin chamou Bowie e o capitão James Fannin co-comandantes do 1º batalhão e as enviou em uma missão de reconhecimento. Até o final do dia, os texianos tinham tomado a Missão San Francisco de la Espada de piquetes mexicanos. Em 24 de outubro, Austin informou ao Comitê de Segurança Pública, que ele havia iniciado um cerco, na sua opinião, a cidade poderia ser tomada em poucos dias se reforços texianos chegassem rapidamente.
Austin enviou Bowie e Fannin para encontrar outro bom ponto defensivo em 27 de outubro. Ao invés de retornar imediatamente para Austin, como as suas ordens especificado, Bowie e Fannin vez enviou um mensageiro para levar instruções Austin para seu acampamento escolhido, a ex-Missão Concepción. Uma parte de escotismo estava acampados ao longo do Rio San Antonio, perto da missão, que era de aproximadamente 3,2 km de San Antonio de Béxar e 9,7 km a partir do acampamento texano em Espada. A raiva de Austin, temendo que o seu exército seria derrotado facilmente, agora que foi dividido, emitiu um comunicado ameaçando funcionários que optaram por não seguir as ordens de corte marcial. Ele ordenou que o exército para estar preparado para se juntar Bowie e Fannin na primeira luz.
Na esperança de neutralizar a força texana em Concepción antes que o restante do exército texano chegasse, Cos ordenou o coronel Domingo de Ugartechea para liderar um ataque no início da manhã as forças de Concepcion em 28 de outubro. Os texianos tiveram uma boa posição defensiva, cercada por árvores, que deixou a cavalaria mexicana sem espaço para manobrar. A infantaria mexicana logo se viram superados, como os seus mosquetes Brown Bess tinha um alcance máximo de apenas 64 m, em comparação com o 180 m alcance efetivo dos rifles texianos de longo alcance. Os texianos estavam com falta de munições, No entanto, e apesar de munição mexicano era abundante mas era de má qualidade. Em vários casos, balas de mosquete mexicanos ricochetearam nos soldados texanos, causando poucos danos além de um hematoma. A batalha de Concepción durou apenas 30 minutos, naquele momento os soldados mexicanos se retiraram para Béxar.
Menos do que 30 minutos após a batalha terminou, o resto do exército texiano chegou. Austin se sentiu que a moral mexicana deve ser baixa depois de sua derrota e queria proceder imediatamente à Béxar. Bowie e outros oficiais se recusaram, como eles acreditavam Béxar estava muito fortificada. Os texianos revistaram a área para encontrar qualquer equipamento mexicano que tinha sido abandonado durante o retiro. Eles encontraram várias caixas de cartuchos. Queixando-se que a polvora mexicana foi "um pouco melhor do que o carvão batido", os texanos esvaziaram os cartuchos, mas manteve as balas. Um texiano, Richard Andrews, morreram e um ficou ferido, enquanto estimativas da faixa de mortos mexicana era de 14 - 76.
Em 1 de novembro, Austin enviou uma nota ao Cos, sugerindo que a rendição do exército mexicano. Cos retornou a nota fechada, com uma mensagem de que ele se recusou a se corresponder com os rebeldes. Austin enviou homens para reconhecer o perímetro da cidade e descobriu-se que as fortificações dentro da cidade eram mais fortes do que tinha acreditado os texianos. Em 2 de novembro, Austin convocou um conselho de guerra, que votou para continuar o cerco e esperar por reforços e mais artilharia antes de atacar. Os membros do exército texiano estavam impacientes para iniciar o combate no entanto. Austin queixou-se ao governo provisório em 4 de novembro que "Esta força, que é conhecido de todos, mas é a milícia indisciplinado e, em alguns aspectos, de materiais muito discordantes". Ele seguiu esta nota com um apelo forte que "Em nome de Deus Todo-Poderoso, não enviar os espíritos mais ardentes a este acampamento!"

### Consulta
O cerco continuou, e reforços em breve adicionais chegaram sob comando de Thomas Jefferson Rusk, trazendo os 600 homens do exército texano. Porque também se reuniram reforços, trazendo o exército mexicano para 1 200 e desencorajar os texanos ainda mais de fazer quaisquer ataques diretos na cidade.
Sam Houston chegou em San Felipe para esperar e se reunir para uma reunião com o governo consulta, mas uma vez que muitos dos membros estavam lutando no cerco de Béxar, Houston fez o exército texano ficar fora de San Antonio. Quando Houston chegou ao acampamento, Austin ofereceu-lhe o comando do exército, mas Houston diminuiu e passou à frente reunindo os membros da consulta. Os membros foram liberados do exército para a reunião (com exceção de Austin e William Barret Travis) que voltaram para San Felipe. Lá, os delegados concordaram que lutar para defender a constituição de 1824, em vez da independência do Texas.
Houston foi nomeado general-em-chefe de todas as forças do Texas, exceto aqueles que lutam em torno de San Antonio, e Stephen Austin foi autorizado a viajar para os Estados Unidos para obter apoio para sua causa. Edward Burleson, que estava servindo como segundo-em-comando de Austin, foi eleito Major General e Comandante-em-Chefe do Exército Voluntário para substituir Austin.

### Batalha do Pasto
As pessoas texianas tinham pouca ou nenhuma experiência como soldados profissionais, e até o início de novembro muitos começaram a perder suas casas. Como o tempo ficou mais frio e rações diminuíam, muitos soldados ficaram doentes e grupos de homens começaram a sair, a maioria sem permissão. Em 18 de novembro, no entanto, um grupo de voluntários dos Estados Unidos, conhecido como o New Orleans Greys, entraram para o Exército Texiano. Ao contrário da maioria dos voluntários texianos, os Greys pareciam soldados com uniformes, rifles bem conservados, munição adequada e alguma aparência de disciplina. Os Greys, assim várias sociedades de texianos que haviam chegado recentemente, estavam ansiosos para enfrentar o exército mexicano diretamente. Incentivado por seu entusiasmo, em 21 de novembro, Austin ordenou um ataque em Béxar na manhã seguinte. Vários de seus diretores entrevistados os soldados que à noite e descobriu que menos de 100 homens estavam dispostos a lançar um ataque em Béxar; Austin, em seguida, cancelou suas ordens. Dentro de dias Austin renunciou a seu comando para se tornar um comissário para os Estados Unidos; Texiano eleito Edward Burleson como seu novo comandante.
Na manhã de 26 de novembro um olheiro texiano Deaf Smith entrou em campo para informar que um trem com reforços de mulas e cavalos, acompanhados por 50 - 100 soldados mexicanos, estava a 8 km de Béxar. Durante vários dias, os texianos tinham ouvido rumores de que o exército mexicano estava esperando um carregamento de prata e ouro para pagar as tropas e comprar suprimentos adicionais. Os texianos estavam lutando sem remuneração, e mais queriam cobrar do acampamento e saquear as riquezas esperadas. Burleson ordenou Bowie para investigar, mas alertou para não atacar a menos que necessário. Depois de Bowie recrutou 12 melhores atiradores do exército para a expedição, havia pouca dúvida de que ele pretendia encontrar uma razão para atacar. Burleson conseguiu parar todo o exército de seguir enviando o coronel William Jack com 100 soldados de infantaria para apoiar os homens de Bowie.
Cerca de 1,6 km de Béxar, Bowie e seus homens avistou os soldados mexicanos que cruzavam uma ravina seca. Este foi provavelmente perto da confluência do Alazán, Apache, e Riachos de San Pedro. Depois de uma curta batalha, os soldados mexicanos se retiraram para Béxar, deixando seus animais de carga para trás. Para a surpresa dos texianos, os alforjes não continham ouro, mas a grama recém-cortada para alimentar os cavalos mexicanos presos em Béxar. Quatro texianos ficaram feridos nos combates, e um soldado deserta durante a batalha. As estimativas do número de vítimas mexicanas variou entre 3 - 60 mortos e 7 - 14 feridos. A vitória permitiu que os texianos a acreditar que, embora em menor número, eles poderiam prevalecer sobre a guarnição mexicana. Os texianos acreditava que Cos deve ter sido desesperado para enviar tropas fora da segurança de Béxar.

## Batalha
A moral texiana começou a cair fortemente, e com o inverno se aproximando e suprimentos acabando, Burleson considerou a retirada dos quartéis no inverno. Em um conselho de guerra, oficiais de Burleson anularam sua decisão de retirar-se, e o exército ficou. Um dos oficiais que opôs a retirada era o coronel Benjamin Milam. Destemido, Milam caminhou no campo texano e gritou: "Quem vai com o velho Benjamin Milam em San Antonio?". 300 soldados comemoraram seu apoio.
Relatos de um soldado prisioneiro mexicano capturado que escapou alertou texano Burleson que a moral mexicana foi tão baixa. Burleson ordenou um ataque de duas colunas. Um ataque estava a ser efetuada pelas tropas de Milam, e o outro estava a ser realizado por aqueles do coronel Frank W. Johnson. Em 5 de dezembro, Milam e Johnson lançou um ataque surpresa e apreendeu duas casas no Exército Plaza (uma das casas apreendidas pertencia aos sogros de Jim Bowie). Os texianos foram incapazes de avançar mais nesse dia, mas fortalecido as casas e lá permaneceu durante a noite, cavando trincheiras e destruindo edifícios próximos.
Em 7 de dezembro, o ataque continuou, e a força de Milam capturou um outro ponto de apoio na cidade. Incluído nas forças de ataque era de George Washington Glasscock que lutou com Abraham Lincoln em duas unidades de milícia de Illinois durante a Guerra de Black Hawk em 1832 (a cidade de Georgetown e o Condado de Glasscock viria a ser nomeado para ele). No entanto, Milam foi morto enquanto liderava o ataque. O coronel Johnson, posteriormente, assumiu o comando dos dois dele e os homens de Milam continuaram a lutar nas ruas, gradualmente conduzindo os mexicanos de volta para a cidade. Cos retirou-se para a Alamo, onde ele foi acompanhado pelo coronel Ugartechea e 600 reforços, mas já era tarde demais. Cos entrincheirados em sua posição, e artilharia texana martelando a missão fortificada.

### Rendição
Como os texanos avançaram mais perto das praças, Cos percebeu que sua melhor posição defensiva seria dentro da Missão Alamo fora de Béxar. Em relatório oficial de Antonio López, Cos escreveu que "Em tais circunstâncias críticas, não havia outra medida a não ser avançar e ocupar o Alamo, que, devido ao seu pequeno tamanho e posição militar, era mais fácil de segurar. Ao fazê-lo, levei comigo a artilharia, as embalagens e os demais utensílios que eu era capaz de transportar". Às 01h00 da manhã de 9 de dezembro, a cavalaria começou a retirada de volta para o Alamo. O coronel Nicolas Condell, e sua pequena força de 50 homens dos Morelos e unidades de Tamaulipas, e dois canhões permaneceram como a retaguarda na praça. Anos mais tarde, no entanto, Sanchez Navarro afirmou que Cos não estava planejando abandonar a cidade, mas queria mover os feridos para a segurança relativa do Alamo.
Dentro do Alamo, Cos apresentou um plano para um contra-ataque, oficiais da cavalaria acreditavam que iriam ser cercados por texianos e recusou-se as suas ordens. Possivelmente 175 soldados de quatro das sociedades de cavalaria deixaram a missão e seguiram para o sul. De acordo com Barr, Cos correu atrás do cavaleiro para dizer-lhes para parar e quase foi atropelado. Por um breve período, os da missão Cos acreditava que poderia ter sido morto. Sanchez Navarro disse que as tropas não estavam desertando mas incompreendido suas ordens e foram retirando todo o caminho até o Rio Grande.
Por dia, apenas 120 infantaria experientes permaneceram na guarnição mexicana. Cos chamado Sanchez Navarro para o Alamo e deu-lhe ordens para "ir salvar esses bravos homens .... Aproxime-se do inimigo e obter as melhores condições possíveis". Sanchez Navarro primeiro voltou ao seu posto na praça para informar os soldados da rendição iminente. Vários oficiais discutiram com ele, explicando que "o Batalhão de Morelos nunca se rendeu", mas Sanchez Navarro manteve-se firme às suas ordens. Chamadas de corneta para a Parley recebeu nenhuma resposta dos texanos, e às 7 da manhã Sanchez Navarro levantou uma bandeira de trégua.
Pai de la Garza e William Cooke avançaram para escolta de Sanchez Navarro e outros dois oficiais para Johnson, que convocou Burleson. Quando Burleson chegou duas horas mais tarde, ele descobriu que os soldados mexicanos não têm autorização escrita de Cos. Um dos oficiais mexicanos foi enviado para trazer de volta a permissão formal para a rendição. Burleson concordou com um cessar-fogo imediato, e iniciou as negociações. Johnson, Morris, e James Swisher representaram os texianos, enquanto Miguel Arciniega e John Cameron eram interpretes. Os homens discutiram durante a maior parte do dia antes de chegar a termos em 2:00 em 10 de dezembro.
De acordo com os termos do acordo, as tropas mexicanas poderiam permanecer no Alamo por seis dias para se preparar para a viagem para o interior do México. Durante esse tempo, as tropas mexicanas e texanas não eram para levar armas e se interagissem. Soldados regulares que haviam estabelecido vínculos com a área poderia permanecer em Béxar, todas as tropas recém-chegadas eram esperados para retornar ao México. Cada soldado mexicano receberia um mosquete e dez cartuchos de munição, e os texanos permitiriam um canhão de quatro de libras de dez rodadas e pólvora para as tropas. Todas as outras armas e todo o material permaneceria com os texianos, que concordaram em vender algumas das disposições para os mexicanos para sua viagem. Como o termo final de sua liberdade condicional, todos os homens de Cos foram obrigados a prometer que não iria lutar contra a Constituição de 1824.
Às 10 horas, de 11 de dezembro, o exército texano desfilou. Johnson apresentou os termos da rendição e pediu a aprovação do exército, salientando que os texianos tinham pouca munição à esquerda para continuar a luta. A maioria dos texanos votaram a favor da rendição, embora alguns denominaram como um "negócio de criança" e, fraco demais para ser útil.

## Consequência
O cerco de Béxar foi a mais longa campanha texana da Revolução do Texas, e de acordo com Barr, que era "o único grande sucesso texiano diferente do San Jacinto". De acordo com Barr, do 780 texianos que participaram de alguma forma na batalha, entre 30 e 35 ficaram feridos, com 5 ou 6 mortos. O historiador Stephen Hardin coloca as vítimas texanas ligeiramente com menos baixas, 4 mortos e 14 feridos. As perdas foram distribuídas uniformemente entre os residentes do Texas e recém-chegados dos Estados Unidos. Embora alguns texianos estimam que mais de 300 soldados mexicanos foram mortos, os historiadores concordam que é provável que um total de 150 soldados mexicanos foram mortos ou feridos durante a batalha de cinco dias. Cerca de dois terços das vítimas mexicanas vieram das unidades de infantaria de defesa dos praças. Para comemorar a vitória, as tropas texianas dançaram fandango na noite de 10 de dezembro. Governador Henry Smith e o conselho governativo enviaram uma carta para o Exército, chamando os soldados "invencíveis" e "os filhos bravos de Washington e da liberdade". Após a guerra, aqueles que poderiam provar que eles tinham participado nesta campanha foram concedidos 130 hectares de terra. Eventualmente, 504 pedidos foram certificados. Pelo menos 79 dos texanos que participaram, morreram mais tarde na Batalha do Álamo ou o Massacre de Goliad, e 90 participaram da batalha final da Revolução do Texas, em San Jacinto. Os texianos confiscaram 400 armas de pequeno porte, 20 canhões, e suprimentos, uniformes e equipamentos. Durante o cerco, os homens de Cos tinha reforçado a missão Alamo, e os texanos preferiram concentrar suas forças dentro do Alamo, em vez de continuar a fortalecer as praças.
Porque deixou Béxar em 14 de dezembro com 800 homens. Os soldados que estavam muito fracos para viagens foram deixados sob os cuidados dos médicos texanos. Com sua partida, não havia mais uma guarnição organizada de tropas mexicanas no Texas, e muitos dos texianos acreditavam que a guerra tinha acabado. Johnson descreveu a guerra como "o período de colocar a nossa guerra atual". Burleson renunciou a sua liderança do exército em 15 de dezembro e voltou para sua casa. Muitos dos homens fizeram o mesmo, e Johnson comandou dos soldados que permaneciam no dever. Logo depois, um novo contingente de texianos e voluntários dos Estados Unidos chegou com artilharia mais pesada. De acordo com Barr, o grande número de voluntários americanos "contribuiu para a vista mexicana do que a texana oposição provindo de influências externas. Essa crença pode ter contribuído por sua vez, à ordem de Antonio López de 'No Quarter' em sua campanha de 1836". Antonio López estava indignado que Cos tinha se rendido. Já em preparações para mover um exército maior para o Texas, Antonio López moveu-se rapidamente ao ouvir da derrota do seu irmão-de-lei, e no final de dezembro de 1835 tinha começado a mover seu Exército de Operações do Norte. Embora muitos de seus oficiais em desacordo com a decisão de marchar em direção ao interior do Texas ao invés de adotar uma abordagem costeira, Antonio López estava determinado a primeira tomada de Béxar e vingar a honra da família.